# Oročonski jezik
Oročonski jezik (ISO 639-3: orh; elunčunski, olunčunski, oročonski, orončonski, ulunčunski, oročenski; elunchun, olunchun, orochon, oronchon, ulunchun, oroqen), jedan od dva evenačka jezika šire tunguske skupine, altajska porodica, kojim govori oko 1 200 ljudi (2002 L. Whaley) od 8 196 Oročona (2000 popis) u kineskoj provinciji Heilongjiang i autonomnoj regiji Unutrašnja Mongolija.
Dijalekta su dva, gankui u Unutrašnjoj Mongoliji i Heilongjiangski u Heilongjiangu. Kao 2. jezikom njime se služe i neki Dauri i Kinezi.

## Vanjske poveznice
- Ethnologue (14th)
- Ethnologue (15th)